# 徐珢
徐珢（1421年—？），字廷玉，浙江衢州府開化縣人，民籍。明朝政治人物。進士出身。

## 生平
浙江鄉試第十三名。正統十三年（1448年）戊辰科會試第五十七名，殿試登進士第三甲第三名。

## 家族
曾祖徐原實。祖父徐應和，曾任福建沙縣縣丞。父亲徐文煥。